# 猿澤茂
猿澤茂（1960年1月30日—），前日本職業足球員，日本20歲以下足球代表隊成員。

## 俱乐部生涯
1982年，猿澤茂在Mazda开始足球生涯。1991年，引退。

## 日本國家足球隊
猿澤茂参加了1979年世界青年錦標賽。